# 奥赫特尔卡战役
奥赫特尔卡战役是2022年俄罗斯入侵乌克兰期间位于俄乌边境附近的小城奧赫特爾卡發生的战役。双方军队最先在该市郊区爆发戰鬥，爭奪該城的控制權。俄军对该城最初的进攻被乌克兰军队击退。随后，该市遭到俄军大炮轰炸。
俄軍在發動攻势期间因使用了可能构成战争罪的集束炸弹以及燃料空气炸弹致许多平民伤亡而受到广泛批评。

## 戰役
2月24日上午，俄羅斯軍隊進入蘇梅州。7時30分，附近的大皮薩里夫卡爆發戰鬥。俄羅斯軍隊未能佔領該市，並在次日撤退，留下坦克和裝備。
2月25日，該市一所幼兒園被導彈襲擊，一名兒童和兩名成人喪生。國際特赦組織稱這些導彈是集束炸彈，其使用可能構成戰爭罪。烏克蘭官員稱俄軍在該市附近向一輛民用公車開槍。蘇梅州州長德米特里·日维茨基表示，該市還有另外三名平民死亡。
2月26日，兩名丹麥記者在他們的汽車遭射擊致傷。
2月27日，烏克蘭軍隊稱試圖佔領附近特羅斯佳內茨的俄羅斯坦克已被摧毀。日维茨基稱有俄羅斯士兵和平民在當天的戰鬥中被殺。
2月28日，俄羅斯軍隊炸毀了該市的一個油庫。當地官員稱阿赫特尔卡的一個軍事基地被俄羅斯燃料空氣炸彈擊中，導致超過70名烏克蘭士兵喪生。
3月3日，俄羅斯空襲當地的熱電聯產站，切斷了該市的電力和供暖。
3月10日，該市持續遭到轟炸，包括污水處理系統和供水網絡在內的基礎設施被摧毀。
3月14日，該市市長表示，至少有3名平民在俄羅斯空襲民居時喪生。
3月26日，俄羅斯軍隊從該市撤退。